# Hieracium moravicum
Hieracium moravicum là một loài thực vật có hoa trong họ Cúc. Loài này được Freyn ex Oborny mô tả khoa học đầu tiên năm 1884.